# Luisa Mercedes Levinson
Luisa Mercedes Levinson (Buenos Aires, 5 de enero de 1904-Buenos Aires, 8 de marzo de 1988) fue una escritora y periodista argentina conocida por su obra narrativa que incluye novelas, cuentos y piezas de teatro.

## Biografía
Hija única de Arturo Levinson, australiano (hijo de ingleses), y de Merceditas Jové y Martí, hija de un diplomático español, Marco Denevi dijo: «La obra maestra de Luisa Mercedes Levinson fue ella misma».
En 1954 en colaboración con Jorge Luis Borges escribe un cuento titulado La hermana de Eloísa. Hasta ese momento usaba el seudónimo de Lisa Lenson y fue la única mujer en compartir la autoría de un cuento con el escritor.
Excéntrica e imaginativa, fue un personaje tan singular como su literatura, traducida a varios idiomas y colocada por la crítica en la órbita del «realismo mágico americano», que ella cultivó mucho antes que Gabriel García Márquez.
Premio Municipal de novela y de teatro, sus libros han sido traducidos al inglés, al francés y al sueco. 
Fue colaboradora asidua del Suplemento Cultural del diario La Nación. En 1979 colaboró en el guion del filme El Fausto criollo dirigido por Luis Saslavsky. En 1984 le fue otorgado el Premio Konex de novela.
Se casó con Pablo Valenzuela y es la madre de la escritora Luisa Valenzuela. Su hija la definió como «Visionaria en más de un sentido» agregando: «Era una escritora y su doble, como en el cuento de Henry James, pero en el caso de ella el personaje mundano era sumamente seductor y fascinante. Demasiado, al punto de opacar a la que escribía en la cama esos textos tan bellos».
Fue una dedicada concertista aficionada al arpa y piano que acudía regularmente a representaciones y conciertos. La música estuvo siempre presente en su sensibilidad artística, llegando a afirmar que los grandes sentimientos los aprendió a través de la ópera y la música.

## Obra literaria

### Novelas
- La casa de los Felipes (1951, publicada inicialmente bajo el seudónimo de Lisa Lenson; reescrita en 1969) - Historia de una familia anquilosada en el pasado y la tradición.
- Concierto en mi (1956) - Relato sobre la obsesión por una pieza musical.
- La isla de los organilleros (1964) - Recrea un universo humano en torno al río Paraná y sus islas.
- A la sombra del búho (1972) - Saga familiar que explora el tema de la identidad.
- El último zelofonte (1984) - Fantasía antropológica y zoológica con resonancias míticas sobre la búsqueda de un animal mágico.

### Cuentos
- La Pálida Rosa de Soho (1959) - Premio Municipal de Literatura y Premio Provincia de Buenos Aires.
- Las tejedoras sin nombre (1967)
- El estigma del tiempo (1977)
- Úrsula y el ahorcado (1982)

### Obra dramática
- Tiempo de Federica (1962) - Premio Municipal, estrenada en el Teatro General San Martín.
- Julio Riestra ha muerto (1963)
- La visita de pésame
- Una tal Pálida Rosa

### Colaboraciones destacadas
En 1954 escribió, en colaboración con Jorge Luis Borges, el cuento La hermana de Eloísa, tras lo cual comenzó a publicar bajo su nombre verdadero.

## Estilo y características literarias

### Técnicas narrativas
- Utilización de múltiples códigos artísticos (teatro, música, poesía).
- Integración de elementos fantásticos y realistas.
- Uso del monólogo interior que difumina las fronteras entre verso y prosa.
- Empleo de estados alterados de conciencia como recurso narrativo.

### Temas recurrentes
- Presencia constante de la música y el teatro en sus tramas.
- Exploración de diferentes códigos genéricos (novela sentimental, tragedia, literatura fantástica, cuento realista).
- Protagonismo de personajes femeninos.
- Temas míticos y simbólicos.

### Características distintivas
- Capacidad para combinar elementos diversos y contrastantes.
- Manejo fluido del mundo fantástico, la introspección y el realismo dramático.
- Uso de la música como elemento estructurante en sus narrativas.
- Tendencia a la creación de obras que funcionan como "arte total", combinando diferentes formas artísticas.

## Reconocimientos
- Premio Municipal de Literatura (1959)
- Premio Provincia de Buenos Aires (1959)
- Premio Municipal por Tiempo de Federica (1962)
- Premio Konex (1984)[3]

## Legado
A pesar de su significativa contribución a la literatura argentina del siglo XX, la crítica considera que su obra ha sido injustamente olvidada. Su capacidad para integrar diferentes formas artísticas y su manejo de diversos géneros literarios la distinguen como una autora innovadora en el panorama literario latinoamericano.